# Реакція Кренке (синтез піридинів)
Реакція Кренке (синтез піридинів) (англ. Kröhnke pyridine synthesis) — синтез піридинів з α,β-ненасичених карбонільних сполук та N-кетоалкільованих піридинів.
Механізм реакції: